# Wat (cucina)

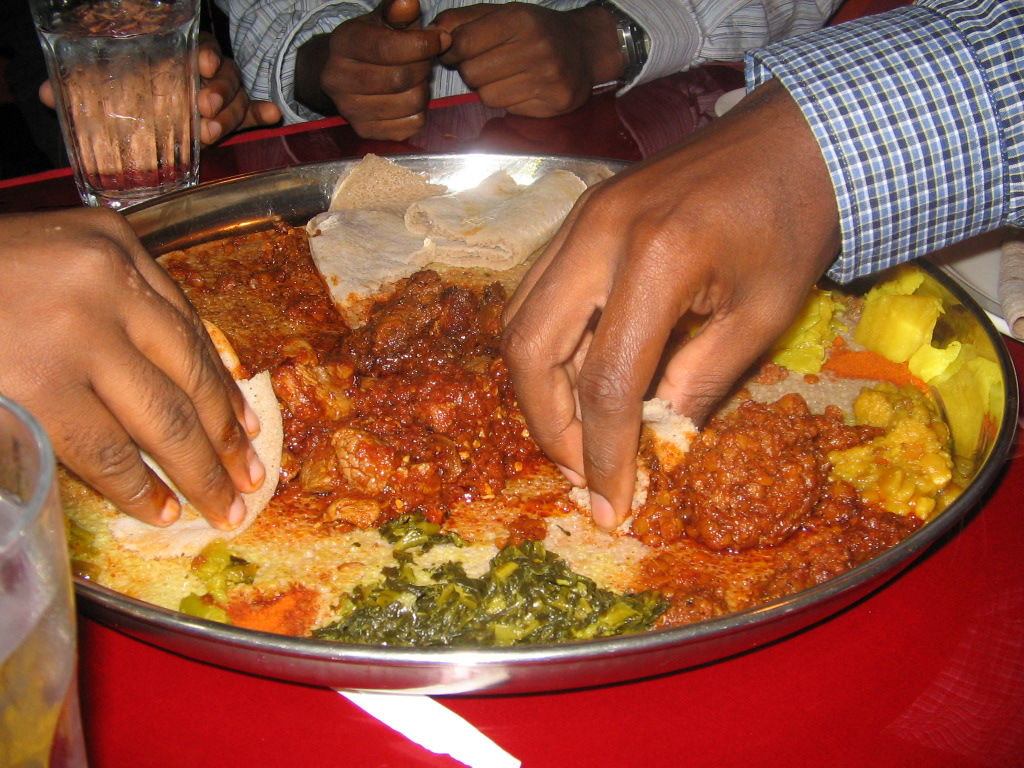
Tipico wat

Wat, wet, o wot, conosciuto anche come tsebhi è uno stufato etiope ed eritreo che può essere preparato con pollo, manzo, agnello, una varietà di vegetali e una miscela di spezie come berberé e niter kibbeh.
Molte proprietà distinguono il wat dagli stufati delle altre culture. Forse la più ovvia consiste in una tecnica di cottura insolita. La preparazione di un wat inizia con un tritato di cipolle cotto a fuoco lento, senza alcun grasso o olio, in una padella o pentola asciutta, fino a far perdere la maggior parte dell'umidità.
Il grasso (di solito niter kibbeh) viene poi aggiunto, spesso in quantità tali da sembrare eccessivo rispetto ai moderni standard occidentali, e le cipolle e altri aromi vengono saltati prima dell'aggiunta degli altri ingredienti. Questo metodo fa sì che la cipolla si maceri e vada poi ad ispessire lo stufato.
Il wat viene tradizionalmente consumato con l'injera, uno spugnoso pane piatto fatto con la farina di teff.